# Fast Company (film fra 1918)
Fast Company er en amerikansk stumfilm fra 1918 af Lynn Reynolds.

## Medvirkende
- Franklyn Farnum som Lawrence Percival Van Huyler
- Katherine Griffith som Mrs. Van Huyler
- Lon Chaney som Dan McCarty
- Fred Montague som Peter Van Huyler
- Juanita Hansen som Alicia Vanderveldt